# Seán MacBride
Seán MacBride (født 26. januar 1904 i Dublin, død 15. januar 1988 i Paris) var en irsk politiker, jurist og nobelpristager.
Han var søn af den irske nationalist og officer John MacBride, som blev henrettet for sin rolle under Påskeoprøret i 1916, og den revolutionære feminist Maud Gonne.
I 1930-erne var han med i IRA, men i 1939 forlod han organisationen for at arbejde politisk under mere parlamentariske former. Han grundlagde partiet Clann na Poblachta i 1946 og var Irlands udenrigsminister fra 1948 til 1951. Ti år senere trak han sig tilbage fra politik for at arbejdede som advokat. Efterhånden engagerede han sig stadig stærkere i menneskerettighedsarbejde. Han var med i Amnesty International fra begyndelsen , og var international formand for organisationen frem 1970-73, hvorefter han blev leder af det internationale fredsbureau i Genève i 1974. I årene 1973-76 var han FNs særlige udsending i Namibia.
I 1974 blev MacBride tildelt Nobels fredspris sammen med japaneren Eisaku Sato for sit arbejde for menneskerettigheder.